# Gustav Adolf Deissmann
Gustav Adolf Deissmann (7 noiembrie 1866 – 5 aprilie 1937) a fost un teolog protestant german, recunoscut pentru activitatea sa de studiere a limbii grecești folosite în Noul Testament, pe care el a arătat-o a fi koine sau limba utilizată în mod obișnuit de lumea elenistică a acelor vremuri.

## Biografie
Deissmann a fost profesor de teologie la Universitatea din Heidelberg (1897–1908), iar apoi la Universitatea Humboldt din Berlin (1908–1935). A fost de două ori nominalizat la Premiul Nobel pentru Pace și a primit opt doctorate onorifice din 6 țări diferite.
În 1904 a fondat, împreună cu Albrecht Dieterich, cercul Eranos din Heidelberg. Printre membrii săi se numărau Ernst Troeltsch, Max Weber, Eberhard Gothein, Georg Jellinek, Karl Rathgen și Wilhelm Windelband.
La Berlin, preocuparea academică a lui Deissmann a început să se mute de la filologia greacă către mișcarea ecumenică, reforma bisericească și, în mod semnificativ, așa-zisul Völkerverständigung internațional (adică promovarea păcii și a înțelegerii reciproce între națiuni și culturi). Din 1914 și până în 1922 a publicat în mod regulat un comunicat internațional semi-politic intitulat Evangelischer Wochenbrief (1914–1921), cu echivalentul său englezesc Protestant Weekly Letters (1914–1917). Publicul său țintă a fost format în primul rând din influenții creștini germani și americani și a oferit un forum pentru promovarea păcii și înțelegerii între națiuni.
În 1925 Deissmann a luat cunoștință de ruinarea accentuată a anticului Efes, un important sit istorico-arheologic, parțial excavat dinaintea Primului Război Mondial sub auspiciile Institutului Austriac de Arheologie. Deissmann a dus o campanie de unul singur timp de mai mulți ani, atât la nivel național, cât și internațional, pentru a crește gradul de conștientizare a situației de la Efes și a reușit să organizeze strângerea de fonduri pentru finanțarea lucrărilor arheologice care au reînceput în 1926 și au continuat anual până în 1929.
Deissmann a murit la 5 aprilie 1937, în localitatea Wünsdorf din apropiere de Berlin, și a fost înmormântat în cimitirul local.

## Lucrări publicate de Deissmann (selecție)
- 1892, Die neutestamentliche Formel "in Christo Jesu" untersucht (Habilitationsschrift)
- 1895, Bibelstudien. Beiträge, zumeist aus den Papyri und Inschriften, zur Geschichte der Sprache, des Schrifttums und der Religion des hellenistischen Judentums und des Urchristentums, Marburg
- 1897, Neue Bibelstudien. Sprachgeschichtliche Beiträge, zumeist aus den Papyri und Inschriften, zur Erklärung des Neuen Testaments, Marburg
- 1901, Bible Studies: Contributions chiefly from papyri and inscriptions, to the history of language, the literature and the religion of Hellenistic Judaism and primitive Christianity, A. Grieve, transl., Edinburgh
- 1905, Veröffentlichungen aus der Heidelberger Papyrus-Sammlung. I, Die Septuaginta-Papyri und andere altchristliche Texte, Heidelberg
- 1908, The philology of the Greek bible: its present and its future, L.R.M. Strachan, transl., Londra
- 1908, Licht vom Osten. Das Neue Testament und die neuentdeckten Texte der hellenistisch-römischen Welt, Tübingen (best edition: 1923)
- 1910, Light from the ancient East. The New Testament illustrated by recently discovered texts of the Graeco-Roman world, L.R.M. Strachan, transl., Londra
- 1911, Paulus. Eine kultur- und religionsgeschichtliche Skizze, Tübingen
- 1914-21, Evangelischer Wochenbrief
- 1914-17, Protestant Weekly Letter
- 1923, The religion of Jesus and the faith of Paul. The Selly Oak Lectures, 1923 on the communion of Jesus with God & the communion of Paul with Christ, W.E. Wilson, trans., Londra
- 1925, ‘Adolf Deissmann’, în Die Religionswissenschaft der Gegenwart in Selbstdarstellungen, E. Stange, ed., Leipzig, pp. 42–78